# Sproglaboratoriet
Sproglaboratoriet var et ugentligt radioprogram om sprog, som blev sendt på Danmarks Radios P1 i perioden 2009–2016. 
Programmet begyndte at sende d. 9. januar 2009 og overtog sprogområdet fra programmet Ud med sproget.
Programmets vært var fra starten Christoffer Emil Bruun og sidenhen Helle Solvang.
Hvert år i december kårede Sproglaboratoriet Årets ord i samarbejde med Dansk Sprognævn.
Ved programomlægningen ifm. nytåret 2016/2017 blev programmet nedlagt, og det blev varslet, at det skulle erstattes af en sprogquiz. I 2017 overtog Klog på Sprog rollen som P1s sprogprogram.